# Jougne
Jougne is een gemeente in het Franse departement Doubs (regio Bourgogne-Franche-Comté). De plaats maakt deel uit van het arrondissement Pontarlier. Jougne telde op 1 januari 2022 1.915 inwoners.

## Geografie
De oppervlakte van Jougne bedraagt 29,03 vierkante kilometer; de bevolkingsdichtheid is 62 inwoners per km². De gemeente grenst in het oosten aan Zwitserland.
De onderstaande kaart toont de ligging van Jougne met de belangrijkste infrastructuur en aangrenzende gemeenten.

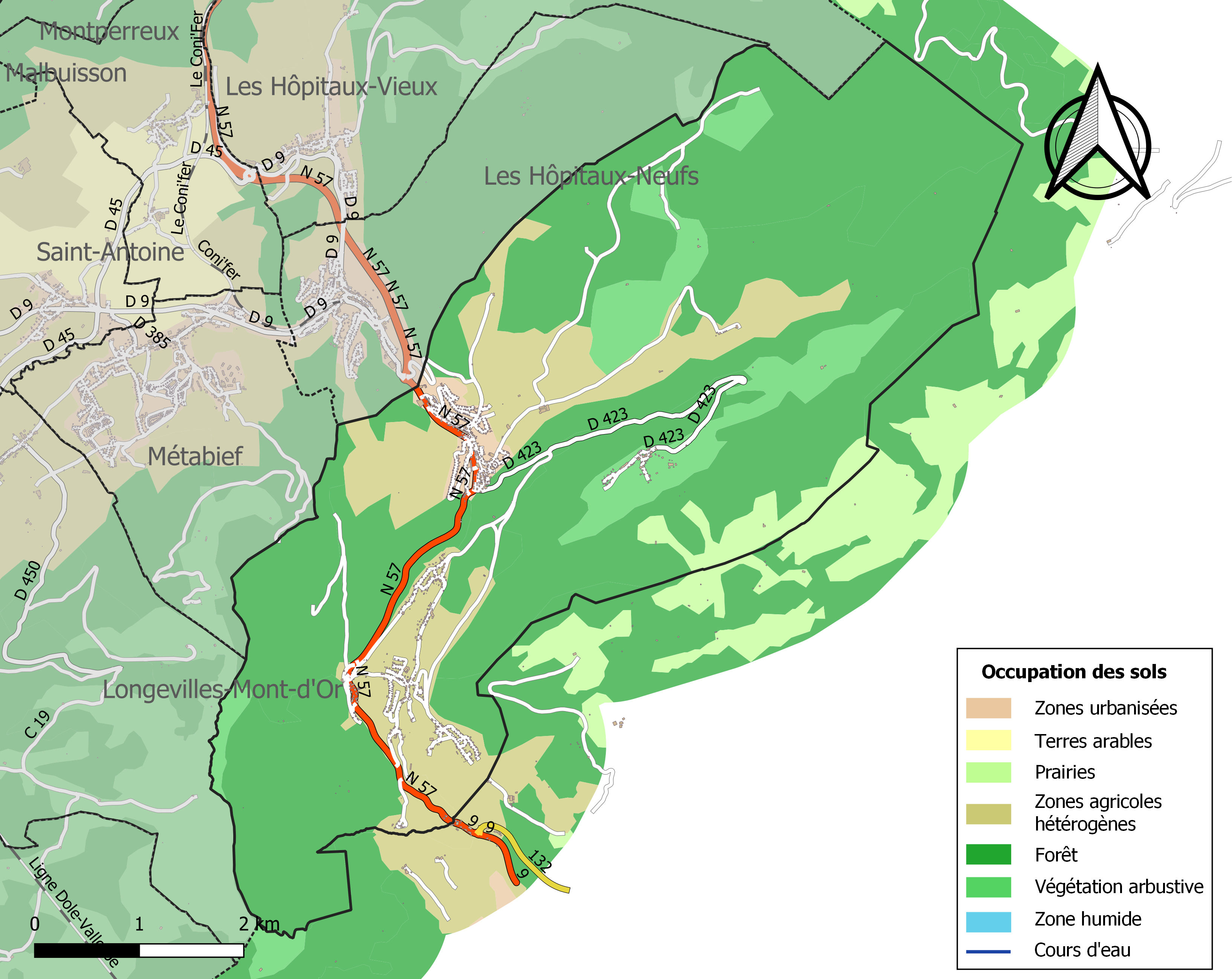

## Demografie
Onderstaande figuur toont het verloop van het inwonertal (bron: INSEE-tellingen).